# Anne Cheng
Anne Cheng (Párizs, 1955. július 11. – ; kínai neve pinjin hangsúlyjelekkel: Chéng Àilán; magyar népszerű: Cseng Aj-lien; egyszerűsített kínai: 程艾兰); hagyományos kínai: 程艾蘭) francia sinológus, a Collège de France kínai eszmetörténet tanszékének vezetője.

## Életpályája
Anne Cheng kínai szülő gyermekeként Párizsban született 1955-ben. Édesapja az akadémikus, festő, műfordító François Cheng (1928–).
Dolgozott az École normale supérieure, majd tanított és sinológiai kutatásokat végzett a Centre national de la recherche scientifique-en (CNRS) és az Institut national des langues et civilisations-on. Ezt követően professzori kinevezést kapott az Institut Universitaire de France-on, jelenleg pedig a Collège de France kínai tanszékvezetője.
1998-ban a Histoire de la pensée chinoise („A kínai gondolkodás története”) című könyvéért Stanislas Julien-díjjal jutalmazták.
Pablo Ariel Blittstein A new debate about alterity című művében a „francia sinológia egyik igen jelentős képviselőjének” nevezte.

## Főbb művei
- Traduction intégrale des Entretiens de Confucius, avec introduction, notes, cartes et chronologie, Paris, Éditions du Seuil, 1981 2nd edition revised in 1985), 180 p.
- Étude sur le confucianisme han : l'élaboration d'une tradition exégétique sur les classiques, Paris, Collège de France et Institut des Hautes Études Chinoises, 1985, 322 p.
- Histoire de la pensée chinoise, Éditions du Seuil, 1997, 650 p. (Ouvrage récompensé en 1997 par le prix Stanislas Julien de l'Académie des inscriptions et belles-lettres et par le prix Dagnan-Bouveret de l'Académie des sciences morales et politiques)
- Direction du numéro spécial de la Revue internationale de philosophie, vol. 59, no. 232 (April 2005) : « La philosophie chinoise moderne ».
- Direction du volume collectif La pensée en Chine aujourd’hui, Gallimard, collection « Folio Essais », 2007, p. 478.
- La pensée en Chine aujourd'hui, Paris, Éditions Gallimard, coll. « Folio essais », (Jean-Philippe de Tonnac-kal) 2007 ISBN 978-2070336500

## Fordítás
- Ez a szócikk részben vagy egészben  az   Anne Cheng című angol Wikipédia-szócikk ezen változatának fordításán alapul.  Az eredeti cikk szerkesztőit annak laptörténete sorolja fel. Ez a jelzés csupán a megfogalmazás eredetét és a szerzői jogokat jelzi, nem szolgál a cikkben szereplő információk forrásmegjelöléseként.